# Campionato italiano femminile di pallanuoto

Logo della Federazione Italiana Nuoto

Il Campionato italiano di pallanuoto femminile è un insieme di tornei femminili nazionali istituiti dalla Federazione Italiana Nuoto (FIN). I campionati sono suddivisi e organizzati in 3 livelli. La massima divisione è la Serie A1; la seconda divisione è la Serie A2, divisa in due gironi: nord e sud. A questa segue la Serie B.

## Storia
Dopo un paio di tornei sperimentali, disputati nel 1983 e nel 1984, il primo campionato italiano di pallanuoto femminile, ufficialmente riconosciuto dalla Federnuoto, si disputò nel luglio 1985 a Narni, in Umbria. A vincere il girone a sei squadre, laureandosi Campionesse d'Italia, furono le ragazze del Volturno Sporting Club di Santa Maria Capua Vetere, future dominatrici della disciplina fino ai primi anni '90.
Guardando l'Albo d'oro del torneo, si vedono ben chiare due dittature di due squadre diverse: alle prime sette edizioni, vinte dal Volturno, seguirono le seguenti quindici monopolizzate dall'Orizzonte Catania. Nel 2007 la Fiorentina Waterpolo (che si è laureata anche campione d'Europa) è riuscita ad interrompere lo strapotere delle etnee portando, per la prima volta anche in vasca femminile, lo scudetto a Firenze. Nella stessa stagione il Volturno di Santa Maria Capua Vetere è retrocesso per la prima volta in serie A2. Nelle edizioni successive l'Orizzonte Catania ha ristabilito le gerarchie, conquistando altri quattro campionati consecutivi e nel 2008 vincendo anche la Coppa Campioni. 
A partire dal 2012, per tre stagioni, furono le squadre liguri a diventare protagoniste, vincendo il titolo nazionale nell'ordine con Pro Recco, Rapallo e Imperia. Quindi fu il turno del Plebiscito Padova, che tra il 2015 e il 2018 ottenne quattro successi consecutivi, prima di lasciare nuovamente strada al Catania nel 2019.

## I campionati

### Serie A1
La Serie A1 è la massima divisione del campionato italiano. Al torneo partecipano 10 squadre racchiuse in un unico girone con gare di andata e ritorno. Al termine della prima fase della competizione, chiamata regular season, le prime sei classificate partecipano alla fase dei play off, con incontri di quarti di finale, semifinale e finale. Le retrocessioni vengono stabilite dalle semifinali play-out tra la settima e la decima in graduatoria, in cui le perdenti retrocedono direttamente in Serie A2

### Serie A2
La Serie A2 è la seconda divisione del campionato italiano. Al torneo partecipano 20 squadre, che vengono suddivise in due gironi in base alla posizione geografica delle squadre, composto ognuno da dieci sodalizi, il girone nord e il girone sud. Al termine della prima fase della competizione le prime tre classificate di ogni girone partecipano alla fase dei play-off si giocano alle meglio delle 3 gare composti da  semifinali e finale. La 8 e la 9 ai play-out e l'ultima di ogni girone retrocede direttamente in Serie B.

### Serie B
La serie B è la terza divisione del campionato italiano. Al torneo partecipano un numero variabile di squadre, il che è dovuto al fatto che la partecipazione è consentita a tutte le società pallanuotistiche. La suddivisione delle squadre avviene in gironi regionali composti da almeno quattro squadre. Se il numero minimo non viene raggiunto la sezione pallanuotistica della FIN, insieme ai Comitati Regionali, concordano la composizione di gironi interregionali. Al termine della stagione quattro squadre vengono promosse in Serie A2.

## Struttura dei campionati
| Livello | Divisione                                                  | Divisione                                                  | Divisione                                                  | Divisione                                                  | Divisione                                                  | Divisione                                                  | Divisione                                                 | Divisione                                                 | Divisione                                                 | Divisione                                                 | Divisione                                                 | Divisione                                                 |
| ------- | ---------------------------------------------------------- | ---------------------------------------------------------- | ---------------------------------------------------------- | ---------------------------------------------------------- | ---------------------------------------------------------- | ---------------------------------------------------------- | --------------------------------------------------------- | --------------------------------------------------------- | --------------------------------------------------------- | --------------------------------------------------------- | --------------------------------------------------------- | --------------------------------------------------------- |
| 1       | Federazione Italiana Nuoto Serie A1 10 squadre             | Federazione Italiana Nuoto Serie A1 10 squadre             | Federazione Italiana Nuoto Serie A1 10 squadre             | Federazione Italiana Nuoto Serie A1 10 squadre             | Federazione Italiana Nuoto Serie A1 10 squadre             | Federazione Italiana Nuoto Serie A1 10 squadre             | Federazione Italiana Nuoto Serie A1 10 squadre            | Federazione Italiana Nuoto Serie A1 10 squadre            | Federazione Italiana Nuoto Serie A1 10 squadre            | Federazione Italiana Nuoto Serie A1 10 squadre            | Federazione Italiana Nuoto Serie A1 10 squadre            | Federazione Italiana Nuoto Serie A1 10 squadre            |
| 2       | Federazione Italiana Nuoto Serie A2 Girone Nord 10 squadre | Federazione Italiana Nuoto Serie A2 Girone Nord 10 squadre | Federazione Italiana Nuoto Serie A2 Girone Nord 10 squadre | Federazione Italiana Nuoto Serie A2 Girone Nord 10 squadre | Federazione Italiana Nuoto Serie A2 Girone Nord 10 squadre | Federazione Italiana Nuoto Serie A2 Girone Nord 10 squadre | Federazione Italiana Nuoto Serie A2 Girone Sud 10 squadre | Federazione Italiana Nuoto Serie A2 Girone Sud 10 squadre | Federazione Italiana Nuoto Serie A2 Girone Sud 10 squadre | Federazione Italiana Nuoto Serie A2 Girone Sud 10 squadre | Federazione Italiana Nuoto Serie A2 Girone Sud 10 squadre | Federazione Italiana Nuoto Serie A2 Girone Sud 10 squadre |
| 3       | Federazione Italiana Nuoto Serie B                         | Federazione Italiana Nuoto Serie B                         | Federazione Italiana Nuoto Serie B                         | Federazione Italiana Nuoto Serie B                         | Federazione Italiana Nuoto Serie B                         | Federazione Italiana Nuoto Serie B                         | Federazione Italiana Nuoto Serie B                        | Federazione Italiana Nuoto Serie B                        | Federazione Italiana Nuoto Serie B                        | Federazione Italiana Nuoto Serie B                        | Federazione Italiana Nuoto Serie B                        | Federazione Italiana Nuoto Serie B                        |